# Brewster County
Brewster County är ett administrativt område i delstaten Texas, USA, med 9 232 invånare (2010). Den administrativa huvudorten (county seat) är Alpine. 

## Geografi
Enligt United States Census Bureau så har countyt en total area på 16 040 km². 16 040 km² av den arean är land och 0 km² är vatten. 
Big Bend nationalpark ligger i countyt. 

### Angränsande countyn
- Pecos County - nord
- Terrell County - nordost
- Presidio County - väst
- Jeff Davis County - nordväst
- gränsar till Mexiko i sydväst, sydost och syd.